# Gonomyia (Gonomyia) pauliana
Gonomyia (Gonomyia) pauliana is een tweevleugelige uit de familie steltmuggen (Limoniidae). De soort komt voor in het Afrotropisch gebied.